# 曼托瓦省
曼托瓦省（義大利語：Provincia di Mantova）是意大利倫巴第大區的一個省。面積2,341平方公里，2021年人口404,440人。首府曼托瓦。
下分64市鎮。

## 外部連結
- 官方网站 （意大利文）